# Étoile II
L'Etoile II est un cépage de raisins noirs.

## Origine et répartition géographique
L'Etoile II est une obtention de Eugène Kuhlmann vers 1911 en croisant (Vitis riparia × Vitis rupestris) × Goldriesling dans les installations de l'institut viticole Oberlin à Colmar en Alsace et commercialisé à partir de 1921.
Le cépage est un hybride avec des parentages de Vitis vinifera, Vitis riparia, et Vitis rupestris.
Du même croisement sont issus les cépages Lucie Kuhlmann, Léon Millot, Maréchal Foch, Maréchal Joffre, Pinard, Etoile I et Triomphe d'Alsace.

## Aptitudes culturales
La maturité est de première époque précoce: 5 - 6 jours avant le chasselas.

## Potentiel technologique
Les grappes sont petites et les baies sont de taille très petite. La grappe est cylindrique, ailée et lâche. Le cépage est peu vigoureux et un peu plus productif que l Etoile I.

## Synonymes
L'Etoile II est connu sous le nom 237-2 Kuhlmann